# Тарквіньйо Провіні
Тарквіньйо Провіні (італ. Tarquinio Provini; 29 березня 1933, Кадео — 6 січня 2005, Болонья, Італія) — італійський мотогонщик. Дворазовий чемпіон світу з шосейно-кільцевих мотогонок серії Гран-Прі: у класі 125сс (1957) та 250сс (1958); чотириразовий переможець змагань на острові Мен та тринадцятиразовий переможець національних чемпіонатів Італії.

## Біографія
Провіні народився у Кадео, Емілія-Романья. Його батько був власником автомайстерні, тому Тарквіньйо виріс у світі двигунів і механізмів. Він почав їзді на мотоциклах у віці 10 років. Провіні почав брати участь у гонках в 1949 році, попри те, що він був занадто молодим, використовуючи ім'я свого дядька для отримання гоночної ліцензії.
Тарквіньйо дебютував у чемпіонаті світу з шосейно-кільцевих мотоперегонів серії Гран-Прі в середині сезону 1954 і здобув свою дебютну перемогу на останньому в сезоні Гран-Прі в Іспанії в гонці класу 125cc. Він виграв чемпіонат світу в класі 125сс в сезоні 1957, виступаючи за італійську команду Mondial. В наступному сезоні Провіні виграв чемпіонат світу вже у класі 250cc, виступаючи на MV Agusta.
Коли MV Agusta припинила свою участь у змаганнях менших класів, Тарквіньйо підписав контракт з заводською командою Moto Morini. У 1963 році він протягом сезону вів боротьбу з Джимом Редманом у чемпіонаті 250сс. Кожен спортсмен виграв по чотири гонки і титул було розіграно на останній гонці у Японії, в якій переміг Редман, випередивши Провіні на 2 очки в загальному заліку.
У 1966 році Тарквіньйо Провіні зазнав серйозної аварії на змаганнях на острові Мен, в результаті якої отримав зміщення хребців. Ця травма не тільки поставила хрест на його кар'єрі, але й зробила його прикутим до інвалідного візка.
Провіні заснував компанію «Protar» (початок назви походить від перших букв імені прізвища Tarquinio Provini), яка спеціалізується на виробництві масштабних моделей гоночних мотоциклів.
Тарквіньйо помер у Болоньї в 2005 році.

## Статистика виступів

### MotoGP

#### У розрізі сезонів
| Сезон  | Клас   | Мотоцикл  | Гонки | Пер | Под | НК | Очки | Місце |
| ------ | ------ | --------- | ----- | --- | --- | -- | ---- | ----- |
| 1954   | 125cc  | Mondial   | 2     | 1   | 2   | 1  | 14   | 4     |
| 1955   | 125cc  | Mondial   | 1     | 0   | 0   | 0  | 3    | 9     |
| 1956   | 125cc  | Mondial   | 2     | 0   | 2   | 1  | 10   | 4     |
| 1957   | 125cc  | Mondial   | 5     | 3   | 5   | 5  | 30   | 1     |
| 1957   | 250cc  | Mondial   | 2     | 2   | 2   | 2  | 16   | 2     |
| 1958   | 125cc  | MV Agusta | 4     | 0   | 3   | 0  | 17   | 4     |
| 1958   | 250cc  | MV Agusta | 4     | 4   | 4   | 4  | 32   | 1     |
| 1959   | 125cc  | MV Agusta | 5     | 2   | 4   | 1  | 28   | 2     |
| 1959   | 250cc  | MV Agusta | 2     | 2   | 2   | 1  | 16   | 2     |
| 1960   | 250cc  | Morini    | 1     | 0   | 1   | 0  | 4    | 9     |
| 1961   | 250cc  | Morini    | 3     | 0   | 1   | 0  | 10   | 6     |
| 1962   | 250cc  | Morini    | 2     | 0   | 2   | 1  | 10   | 5     |
| 1963   | 250cc  | Morini    | 8     | 4   | 7   | 5  | 42   | 2     |
| 1964   | 50cc   | Kreidler  | 1     | 0   | 0   | 0  | 1    | 13    |
| 1964   | 250cc  | Benelli   | 4     | 1   | 1   | 1  | 15   | 5     |
| 1965   | 250cc  | Benelli   | 2     | 1   | 1   | 1  | 11   | 7     |
| 1965   | 350cc  | Benelli   | 1     | 0   | 1   | 0  | 4    | 13    |
| 1966   | 350cc  | Benelli   | 1     | 0   | 1   | 0  | 6    | 11    |
| Всього | Всього | Всього    | 50    | 20  | 39  | 23 | 269  |       |